# Helfenbein (Orgelbauerfamilie)
Helfenbein war eine deutsche Orgelbauerfamilie die von 1910 bis 1996 in Gotha, Thüringen, tätig war.

## Geschichte

### Wiegand Helfenbein
Wiegand Helfenbein wurde am 15. Juli 1889 in Mellnau geboren und starb 23. Februar 1959 in Erfurt. Er machte seine Lehre bei Heinrich Möller in Rotenburg an der Fulda und war ab 1910 als Orgelbauer in Gotha tätig. Er heiratete am 9. September 1916 in Gotha Klara Eva Hickmann, übernahm 1919 die Werkstatt von seinem Schwiegervater Albin Hickmann und baute über 20 Instrumente mit pneumatischen Kegelladen. Ab 1930 baute er viele Instrumente nach neobarocken Klangvorstellungen um. 1959, nach Wiegands Tod übernahm sein Neffe Hans Helfenbein die Werkstatt.

### Hans Helfenbein
Hans Helfenbein wurde am 2. März 1931 geboren. Er machte seine Lehre von 1945 bis ca. 1949 bei seinem Onkel Wiegand Helfenbein; seine Meisterprüfung legte er 1958 ab. 1959 übernahm er die Werkstatt von seinem Onkel und führte sie bis 1996 fort. Während seiner Tätigkeit als Orgelbauer in Gotha nach dem Tod seines Onkels schuf er wenige neue Orgeln und führte hauptsächlich Instandsetzungen und Reparaturen durch.

## Werke (Auswahl)
Ein großes „P“ steht für ein selbstständiges Pedal, ein kleines „p“ für ein angehängtes Pedal. Eine Kursivierung zeigt an, dass die betreffende Orgel nicht mehr erhalten ist oder lediglich noch der Prospekt aus der Werkstatt stammt. 

### Wiegand Helfenbein
| Jahr             | Ort                     | Gebäude                          | Bild | Manuale | Register | Bemerkungen |
| ---------------- | ----------------------- | -------------------------------- | ---- | ------- | -------- | --- |
| 1910 (oder 1931) | Tottleben               | St. Anna                         |      | II/P    | 8        | Neubau hinter dem alten Rokoko-Prospekt                                                                              |
| 1910             | Thalebra                | St. Crucis                       |      | II/P    | 14       | Neubau |
| 1913             | Abtsbessingen           | St. Crucis                       |      | II/P    | 18       | Neubau, 1934 Umdisponierung                                                                                          |
| 1923             | Wolferschwenda          | St. Nicolai                      |      | I/P     | 8        | pneumatischer Neubau, zur Zeit ausgelagert                                                                           |
| 1926             | Reinsfeld               | Dorfkirche                       |      | II/P    | 12       | Neubau im Gehäuse von 1786                                                                                           |
| 1926             | Nohra                   | St. Peter                        |      | II/P    | 20       | Erweiterung |
| 1928             | Elliehausen             | St. Martini                      |      | II/P    | 16       | Umdisponierung der Strobel-Orgel von 1880                                                                            |
| 1928 oder 1939   | Treffurt                | St. Bonifatius                   |      | II/P    | 24       | geringe Umdisponierung der Petersilie-Orgel von 1867                                                                 |
| 1928             | Großengottern           | St. Martini                      |      | II/P    | 18       | Umbau der Hesse-Orgel von 1842                                                                                       |
| 1929             | Friedland-Reiffenhausen | Dorfkirche                       |      | II/P    | 10       | Neubau, 1970 durch neue Orgel von Rudolf Janke ersetzt                                                               |
| 1929             | Wüstheuterode           | St. Bonifatius                   |      | II/P    | 18       | Neubau |
| 1930             | Gotha-Siebleben         | St. Helena                       |      | II/P    | 26       | Neubau |
| 1930             | Altenfeld               | Dorfkirche                       |      | II/P    | 16       | Neubau, im Barockgehäuse → Orgel                                                                                     |
| 1930             | Beuren                  | St. Pankratius                   |      | II/P    | 25       | Umbau der Krell-Orgel von 1880                                                                                       |
| 1930             | Struth                  | St. Jakobus der Ältere           |      | II/P    | 21       | Neubau, 2017 durch neue Orgel von Hey Orgelbau ersetzt                                                               |
| 1930             | Eisenach                | Martin-Luther-Gymnasium Eisenach |      | II      | 4        | Neubau in der Aula                                                                                                   |
| 1930             | Silberhausen            | St. Cosmas und Damian            |      | II/P    | 20       | Neubau, 1996 restauriert durch Karl Brode                                                                            |
| 1930             | Molsdorf                | St. Trinitatis                   |      | II/P    | 20       | Umbau |
| 1932 oder 1934   | Gotha                   | Augustinerkirche                 |      |         |          | Neubau, nicht erhalten                                                                                               |
| 1933             | Herrnschwende           | St. Martini                      |      | II/P    | 18       | Neubau im alten Gehäuse, 1950 Umdisponierung                                                                         |
| 1934             | Günstedt                | St. Petri-Pauli                  |      | II/P    | 33       | Umbau der Hartung-Orgel von 1813                                                                                     |
| 1934             | Elbingerode             | Diakonissenmutterhaus            |      | II/P    | 15       | Erweiterung der Orgel von 1924, 1996 durch neue Orgel von Orgelbau Schuke ersetzt                                    |
| 1935             | Lengenfeld unterm Stein | St. Mariä Geburt                 |      | II/P    | 26       | Umbau der Knauf-Orgel von 1885                                                                                       |
| 1937             | Schwerborn              | St. Lukas                        |      | II/P    | 12       | Neubau |
| 1938             | Menteroda               | St. Michaelis                    |      | II/P    | 17       | Neubau, 2019 restauriert durch Orgelbau Kutter → Orgel                                                               |
| 1938             | Gerstungen              | Katharinenkirche                 |      | II/P    | 20       | Neubau im alten Gehäuse und unter Wiederverwendung der Peternell-Orgel von 1864, restauriert durch Alfred Faust 1985 |
| 1938             | Trebra                  | St. Nicolai                      |      | II/P    | 16       | Neubau |
| 1938             | Arnstadt                | Johann-Sebastian-Bach-Kirche     |      | III/P   | 56       | Umsetzung auf erste Westempore und Erweiterung um drei Register, der Steinmeyer-Orgel von 1913                       |
| 1940             | Benneckenstein          | St. Laurentius                   |      | II/P    | 20       | Neobarocke Umdisponierung der Adolf-Reubke-Orgel                                                                     |
| 1948             | Bickenriede             | St. Sebastian                    |      | II/P    | 29       | Neubau, 1960 Umdisponierung durch Gerhard Kühn                                                                       |
| 1950             | Gotha                   | Christkönig                      |      | II/P    | 15       | Neubau |
| 1952             | Gotha                   | Kreuzkirche                      |      | II/P    | 17       | Neubau |
| 1958             | Niemegk                 | St. Johannes                     |      | II/P    | 30       | Umdisponierung der Bear-Orgel von 1854                                                                               |

### Hans Helfenbein
| Jahr | Ort             | Gebäude                          | Bild | Manuale | Register | Bemerkungen |
| ---- | --------------- | -------------------------------- | ---- | ------- | -------- | --- |
| 1959 | Bad Langensalza | St. Mariä Aufnahme in den Himmel |      | II/P    | 13       | Erweiterung und Umbau unter Wiederverwendung von Teilen der Späth-Orgel von vor 1914                                                     |
| 1960 | Helmsdorf       | St. Peter und Paul               |      | II/P    | 21       | Umdisponierung |
| 1960 | Kranlucken      | Heiligste Dreifaltigkeit         |      | II/P    | 19       | Erweiterung des Pedals und um ein II. Manual, der Oestreich-Orgel von 1796 → Orgel                                                       |
| 1960 | Spahl           | St. Cyriakus                     |      | II/P    | 17       | Einbau eines neuen pneumatischen II. Manuals mit 6. Registern, in die Oestreich-Orgel von 1817                                           |
| 1964 | Dorndorf        | St. Joseph der Arbeiter          |      | I       | 7        | Neubau |
| 1965 | Vacha           | St. Elisabeth                    |      | II/P    | 12       | Neubau, Freipfeifenprospekt |
| 1968 | Lückenmühle     | St. Michael                      |      | I/P     | 5        | Neubau → Orgel |
| 1970 | Wandersleben    | St. Petri                        |      | II/P    | 22       | Umdisponierung der Schröter-Orgel von 1724 → Orgel                                                                                       |
| 1971 | Orlishausen     | Heilandskirche                   |      | II/P    | 17       | Umdisponierung der Böttcher-Orgel von 1892 → Orgel                                                                                       |
| 1976 | Bedheim         | St. Kilian                       |      | II/P    | 18       | Einbau Posaune 16′ und Trompete 8′ in die Schippel-Orgel von 1711, 1996 bei Rekonstruktion durch Orgelbau Schuke Potsdam wieder entfernt |
| 1991 | Klettstedt      | St. Caeciliae                    |      | I/P     | 11       | Restaurierung der Hornschuh-Orgel von 1920                                                                                               |